# Helena Liersch
Helena Liersch (ur. 1 października 1915 w Żelechowie, zm. 6 września 2006 w Poznaniu) – polska architekt i urbanistka. Członek poznańskiego oddziału SARP.

## Życiorys
Absolwentka Wydziału Architektury Politechniki Warszawskiej (1956). Karierę zawodową rozpoczęła w poznańskim Centralnym Biurze Projektów i Studiów Budownictwa Osiedlowego Zakładu Osiedli Robotniczych. Od 1951 przeniosła się do Miastoprojektu, w którym wykonała plany realizacyjne osiedli wielorodzinnych dla Poznania, Bydgoszczy i Zielonej Góry. Od 1958 zatrudniona była w Miejskiej Pracowni Urbanistycznej w Poznaniu. Kierując Zespołem Urbanistycznym dzielnicy Wilda opracowała plan szczegółowy zagospodarowania jej części śródmiejskiej. Od 1975 przebywała na emeryturze, ale nadal udzielała się zawodowo, opracowując plany szczegółowe budownictwa jednorodzinnego.Odznaczona Odznaką Honorową Miasta Poznania (1972).
Pochowana na cmentarzu Górczyńskim w Poznaniu w dniu 8 września 2006.